# آيت اعمر (انزامر)
آيت اعمر هو دُوَّار يقع بجماعة بوعبوط أمدلان، إقليم شيشاوة، جهة مراكش آسفي في المملكة المغربية. ينتمي الدوّار لمشيخة انزامر التي تضم 29 دوار. يقدر عدد سكانه بـ 1219 نسمة حسب الإحصاء الرسمي للسكان والسكنى لسنة 2004.

## وصلات خارجية
- البوابة الوطنية للجماعات الترابية
- المندوبية السامية للتخطيط